# Partenio
Le Partenio est un terme italien définissant une composition de la lyrique ancienne chanté par un chœur de jeunes filles vierges en l'honneur de divinités féminines.

## Étymologie
Le terme est dérive du grec parthenos qui signifie « vierge » .

## Usage
Ce type de chant était toujours exécuté par un chœur de filles vierges. En effet, les Grecs et Latins croyaient que dans ce cas la divinité à laquelle était adressé le chant l'aurait mieux apprécié.

## Exemples de partenio
Il ne reste pratiquement plus rien de la musique ancienne. Nous connaissons certains instruments musicaux mais nous n'avons aucune idée du type de musique jouée avec ces instruments.
Néanmoins, l'écrivain latin Tite Live (Ab Urbe condita libri XXVII, 37), nous raconte une procession en honneur à la déesse Junon ayant eu lieu en 207 av. J.-C. au cours de laquelle se déroula un « partenio » composé par le poète Livius Andronicus.
| « Ab aede Apollinis boues feminae albae duae porta Carmentali in urbem ductae; post eas duo signa cupressea Iunonis reginae portabantur; tum septem et uiginti uirgines, longam indutae uestem, carmen in Iunonem reginam canentes ibant, illa tempestate forsitan laudabile rudibus ingeniis, nunc abhorrens et inconditum si referatur; uirginum ordinem sequebantur decemuiri coronati laurea praetextatique. A porta Iugario uico in forum uenere; in foro pompa constitit et per manus reste data uirgines sonum uocis pulsu pedum modulantes incesserunt. Inde uico Tusco Uelabroque per bouarium forum in cliuum Publicium atque aedem Iunonis reginae perrectum. Ibi duae hostiae ab decemuiris immolatae et simulacra cupressea in aedem inlata. » | « Aussitôt après, les décemvirs fixèrent un jour pour un autre sacrifice à la même déesse. Voici quel fut l'ordre de la cérémonie : du temple d'Apollon, deux génisses blanches furent amenées en ville par la porte Carmentale ; derrière elles, on portait deux statues en bois de cyprès de Junon Reine; ensuite vingt-sept jeunes filles, vêtues de longues robes, marchaient en chantant, en l'honneur de Junon Reine, un hymne digne peut-être, à l'époque, des éloges d'esprits grossiers, mais qui paraîtrait maintenant rude à l'oreille et informe, si on le rapportait. Après ces rangs de jeunes filles venaient les décemvirs, couronnés de laurier et portant la robe prétexte. De la porte, par la rue des Jougs, on arriva au forum. Au forum la procession s'arrêta, et, faisant passer une corde par leurs mains, les jeunes filles, rythmant leur chant du battement de leurs pieds, dansèrent. Puis, par la rue des Toscans et le Vélabre, en traversant le marché aux bœufs, on arriva à la montée Publicius et au temple de Junon Reine. Là les décemvirs immolèrent les deux victimes (les genisses), et l'on porta dans le temple les statues en bois de cyprès. » |

Le chœur des « Vierges » était composé par vingt-sept chanteuses divisées en trois groupes de neuf éléments et occupait une position centrale dans la procession sacrée qui se déroulait le long des voies de Rome.
La procession s'ouvrait avec deux génisses blanches (destinées au sacrifice), suivies par deux statues en bois puis les jeunes filles du chœur et enfin les décemvirs avec leur couronne de laurier et la toge praetexta.
Pendant une pause, les jeunes filles faisant passer une corde par leurs mains, entamèrent leur chant le rythmant avec le battement de leur pied
Une fois la chorégraphie terminée, la procession reprend son cours et se termine avec le sacrifice des victimes (les deux génisses) et la remise des deux statues au temple de la Déesse.

## Sources
- (it) Cet article est partiellement ou en totalité issu de l’article de Wikipédia en italien intitulé « Partenio (poesia) » (voir la liste des auteurs).